# Eric Close
Eric Close, född 24 maj 1967 på Staten Island, New York, är en amerikansk skådespelare.

## Filmografi
- Brottskod: Försvunnen
- Nashville
- Suits
- 2014 – American Sniper